# Franc Pirc
Franc Pirc (tudi Pirec, angleško Francis Xavier Pierz), slovenski katoliški duhovnik, misijonar, sadjar in pionir v Ameriki, * 20. november 1785, Kamnik, † 22. januar 1880, Ljubljana. 
Rodil se je očetu Bartolu Piercu in materi Neži (rojeni Vaupetec). Pirc je študiral teologijo in 13. marca 1813 postal duhovnik. Do leta 1835 je kot duhovnik služboval v raznih krajih tedanje Kranjske. Po veliki lakoti v letih 1817 in 1818 se je začel ukvarjati s sadjarstvom. Napisal je prvo slovensko knjigo o sadjarstvu Krajnski Vertnar, ki je izšla leta 1830.
16. junija 1835 se je kot misijonar odpravil v Ameriko in tam opravljal pionirsko delo pri naseljevanju nove domovine. Od prihoda do leta 1852 je deloval v pokrajini ob gornjem Michiganu, kasneje pa do leta 1873 v Minnesoti. Ustanovil je več novih mest in naselij, deloval pa je tudi med Indijanci. Ameriko je zapustil leta 1873 in se vrnil v domovino.
Po njem se imenuje mesto Pierz v Minnesoti.